# Службовик
«Службовик» — місячник, професійний орган Союзу українських приватних урядників Галичини (СУПРУГА), виходив у Львові 1920—1939.
Редактори: В. Цмайло-Кульчицький, П. Подлевський, В. Полянський, Осип Навроцький, А. Нивинський та ін.